# Спасо-Преображенська церква (Мошни)
Спасо-Преображенська церква — церква в селі Мошни Черкаського району Черкаської області. Збудована у 1839 році архітектором Джорджо Торічеллі, освячена київським митрополитом Філаретом 19 серпня 1840 року. Входила до палацово-паркового ансамблю Воронцова. Автор проекту італійський архітектор Георгій (Джорджо) Торічеллі.

## Опис
Церква збудована в нехарактерному для православних храмів стилі, що поєднує в собі романтичний стиль з неоготикою (тюдорівською готикою). Цегляна, базиліканського типу, тридільна, потинькована та вибілена. Над притвором розташована вежа-дзвіниця висотою 44 метри, кути якої підкреслені тонкими пінаклями. Бічні фасади церкви поділені пінаклями на окремі ділянки та завершені зубчастими парапетами. Кожна з ділянок має власну прибудову — імітацію каплиці і прикрашену фігурним дахом. Вівтарна частина церкви акцентована фігурним дахом тої ж форми, лише більшим за розмірами. Церква налічує 24 бані. Перемички віконних і дверних прорізів виконані у вигляді стрілчастих арок. Остання реконструкція закінчена 2009 року.

## Історія

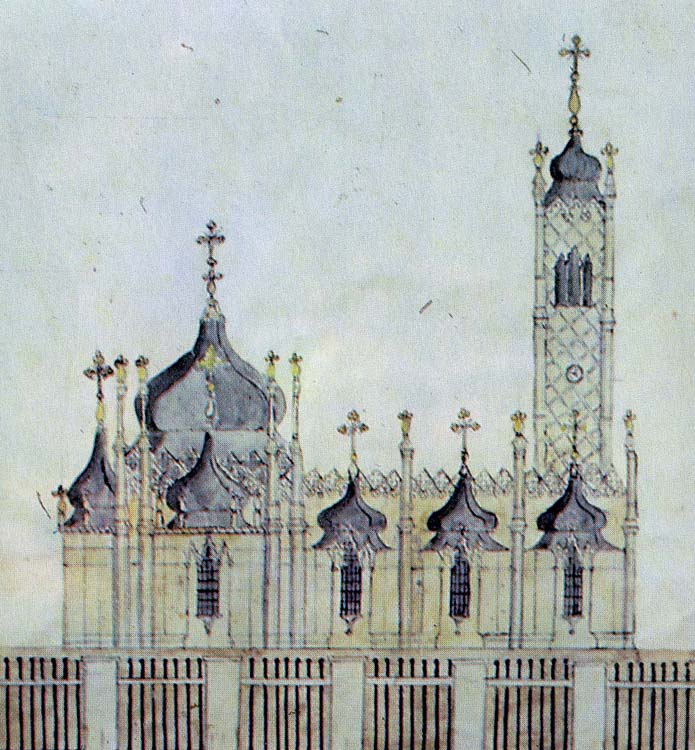
Спасо-Преображенська церква. Малюнок де ля Фліза. Середина XIX ст.

Будівництво Спасо-Преображенської церкви в Мошнах було розпочато 1830 року за наказом Михайла Воронцова, на місці дерев'яної церкви 1709 року зведення, та було завершено 1839 року. Освячена київським митрополитом Філаретом 19 серпня 1840 року. Автор проекту церкви — італійський архітектор Георгій (Джорджо) Торічеллі, що працював міським архітектором Одеси. Будівництвом керував інженер Терентій Ступников. Після відкриття стала ключовим елементом палацово-паркового ансамблю Воронцова.
1917 року була здійснена невдала спроба зруйнувати церкву. Врятувало церкву від зруйнування надання їй 1926 року статусу архітектурної пам'ятки.

## Цікаві факти
- Спасо-Преображенська церква, Воронцовський палац в Алупці та Храм Святого Іоана Златоуста в Ялті збудовані в однаковому архітектурному стилі, з використанням подібних архітектурних елементів.
- Є легенда, що архітектор Джорджо Торічеллі створив точну копію храму у Франції, під Парижем. Але на жаль, вона не має підтверджень.

## Галерея

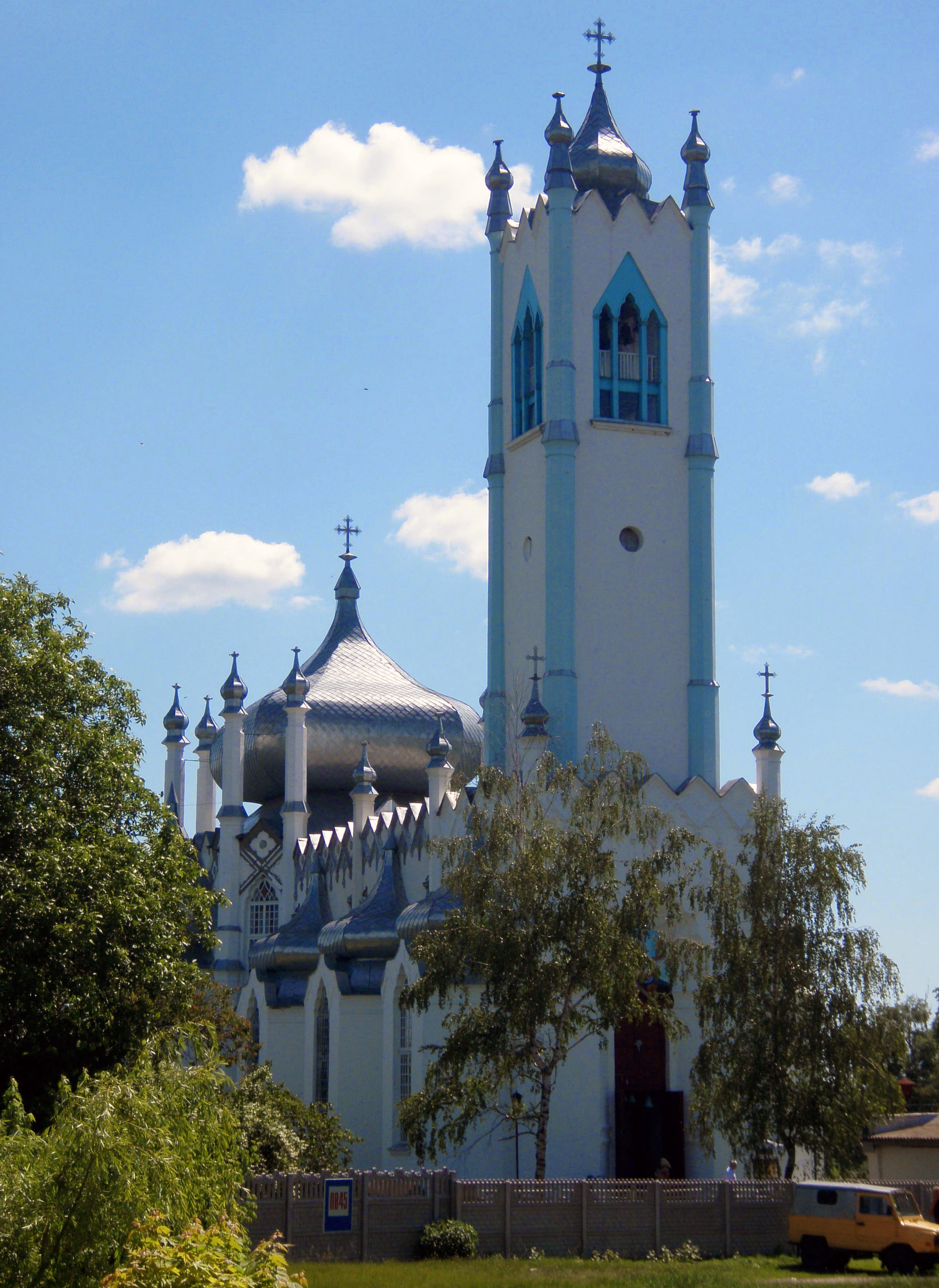
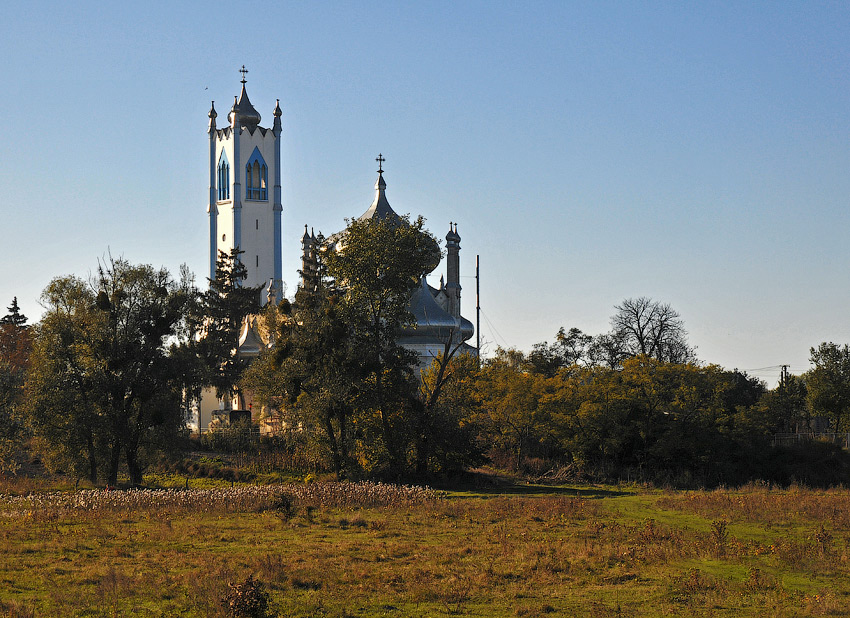
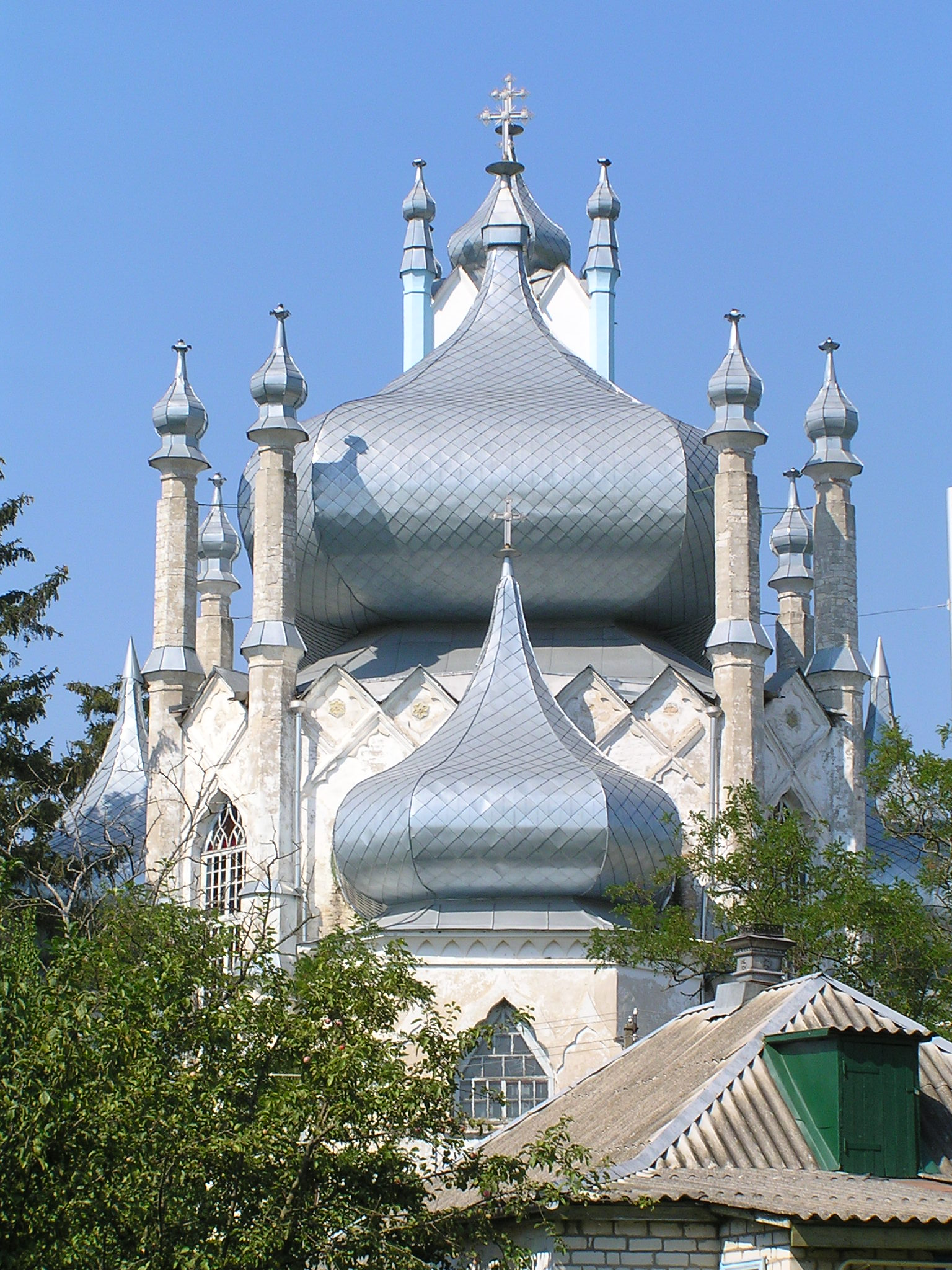
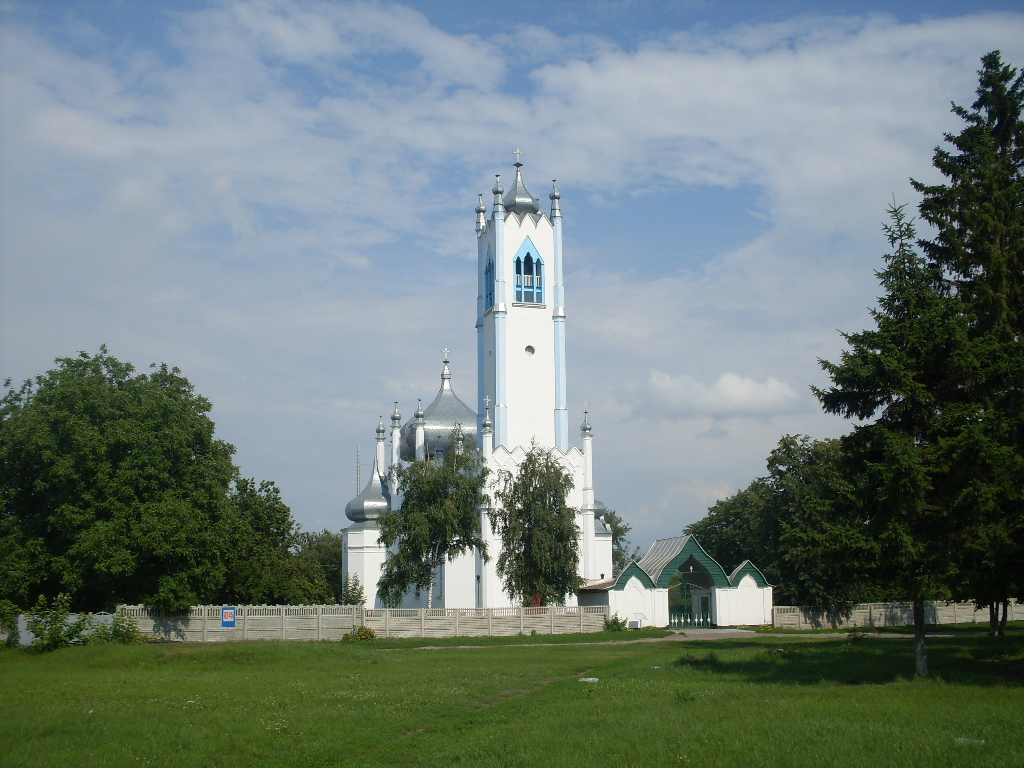
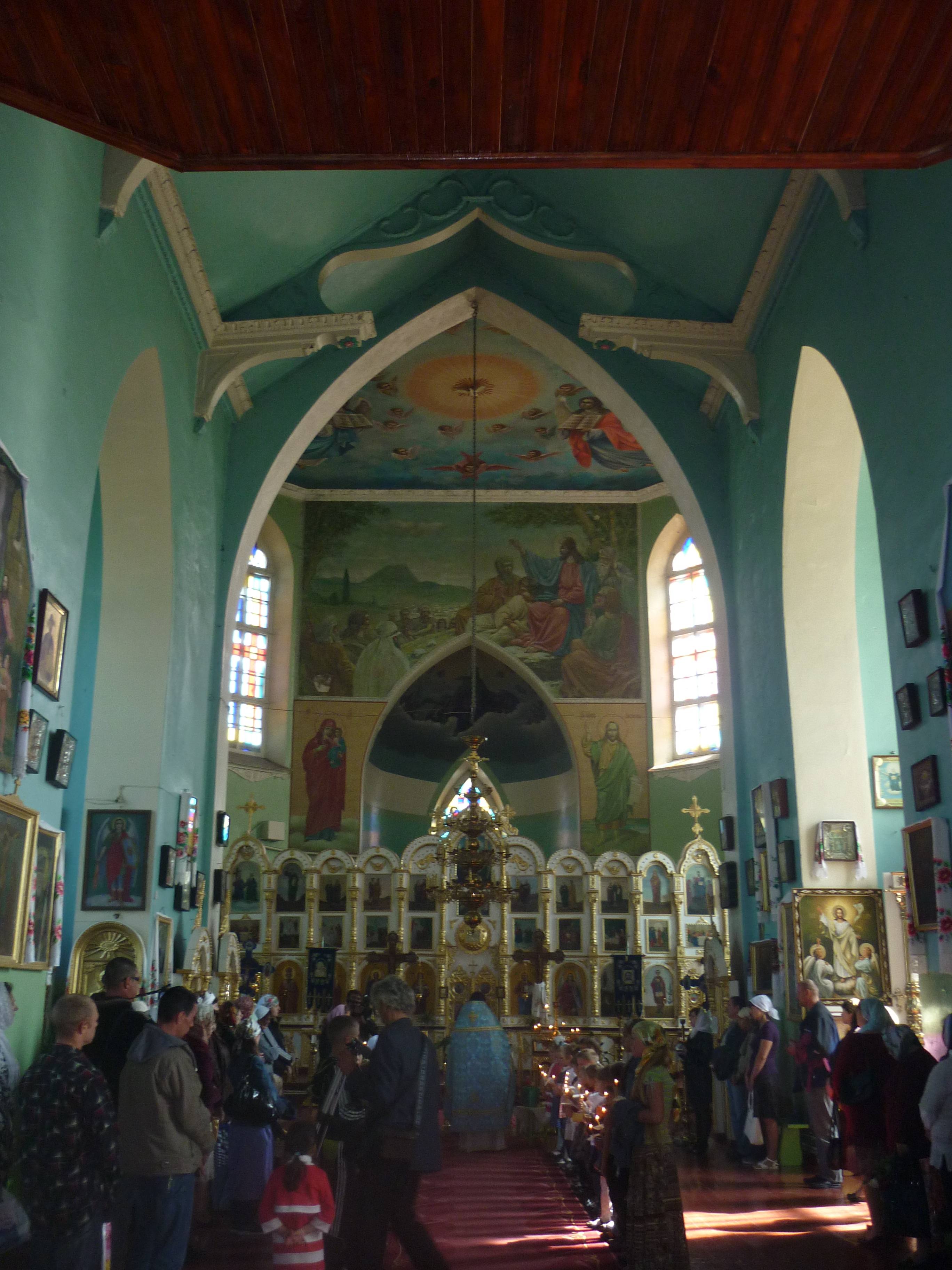